# Германци в България
Германци в България или немци в България са малцинствена етническа група в България. Според преброяването от 2001 година, те са били 436. Установяването на германците в България има дълга и богата история, която започва с няколко вълни от Средновековието.

## Начални сведения
Много германски рицари са преминали през територията на България по време на кръстоносните походи, поради това че България се намира на прекия път по суша от Западна и Централна Европа до Светите земи. Те са посрещани с враждебност, тъй като те са били отрицателно настроени към православното население по българските земи било то в пределите на Византия по време на първия и втория кръстоносни походи или във второто българско царство по-късно. Кръстоносците начело с Рение от Трит установяват за кратко Пловдивското херцогство, но през 1205 г. латинците са победени от цар Калоян в битката при Одрин, а императорът им Балдуин I е пленен от българите и умира по-късно в Търново. Дъщерята на Калоян Мария е сгодена за втория латински император, Анри Фландърски, за когото се смята, че е отровен от нея.
Група саксонски рудари (наречени саси  в България), се заселват в богатите на руда области в Югоизточна Европа. През XIII-XIV в. немци се установяват във и около Чипровци в Северозападна България, тогава в състава на Второто българско царство и започват да извличат руда в западната част на Стара планина. Те получават специални привилегии от българския цар Иван Шишман.. С тях се установява и католичеството в тази част на Балканите. Много от тях се изселват обратно след включване на района в пределите на Османската империя, а останалите са побългарени чрез създаване на смесени семейства и се асимилират от местното население към средата на XV в. Заедно с разпространението на католицизма, сасите също обогатяват местната лексика с германски думи и въвеждат редица технологии за рудодобив и инструменти за металообработка в България.
Германци също добиват руда в Осогово и Беласица планина (между България и Република Македония), около Самоков в Рила, различни части на Родопите и около Етрополе, където също са асимилирани от българите, без да запазят католическата си вяра.

## След Освобождението на България
След Освобождението на България през 1878 г. и утвърждаването ѝ като монархия, всички български монарси са от немско потекло: княз Александър, а също и царете Фердинанд, Борис и Симеон, които са от рода Сакскобургготски. Много немски интелектуалци, например Фридрих Грюнангер и Виктор Румпелмайер, пристигат в България да помогнат за нейното развитие.
До Втората световна война съществува малко на брой, но забележимо немско население в селските райони на Северна България. В края на XIX в. княз Фердинанд I кани в Княжество България немски заселници от Бавария и Унгарски Банат, за да развиват модерно земеделие. Немци идват в село Бърдарски геран, Белослатинско, от Австро-Унгария заедно с банатските българи. Те са от групата на т.нар. „банатски шваби“, които са доста многобройни в Банат по това време. Първите заселници идват още през април 1893 г. Тогава идват семействата на Хайнрих Рус, Яков Бекер, Петер Гейл, Йохан Вингеронг и един свещеник. Скоро броят на преселилите се семейства нараства на 90. През 1929 г. те освещават построения за тях храм в готически стил „Дева Мария – Майка на святата надежда“. На следващата година броят на немските семейства е 282. През 1932 г. отваря врати и немско училище, което през 1935 г. има 82 ученика, от които 32 са българчета. През 1936 г. немците вече съставляват 11 % от населението на селото. Други немски преселници от „банатските шваби“ се установяват в селата Гостиля и Войводово в Оряховско. В последното село те изповядват протестанство заедно с преселниците чехи и словаци.
През 1899 г. голяма група немски семейства се заселва в село Ендже, Шуменско. В началото на XX в. в селото живеят 70 немски семейства. Техният енорийски свещеник отец Франц Крингс, пасионист построява църквата „Скръбна Божия Майка“. По-късни започва да работи немско частно училище. В навечерието на Втората световна война немците в селото наброяват 420 души.
Друга немска общност съществува в Южна Добруджа, която преди 1913 г. и след 1940 г. е в пределите на Царство България. Общността е основно в село Али Анифе и тя се формира през 1903 г. с преселване на немци от Херсонска губерния и Крим, Русия. Те са купували земя изгодно от изселващите се турци. През 1911 г. е построена църквата „Свети Йоан Кръстител“ главно с дарения от чужбина. През 1943 г. немците наброяват 150 души и селото се нарича за кратко Германци.
Освен в посочените селските райони, немци има и в по-големите български градове – пристанища и търговски центрове – в Северна България като Русе, Варна, Велико Търново, Свищов и Видин. През 1860-те и 70-те години поданиците на австрийската империя в Русе са между 200 и 300 души. При първото преброяване в България през 1883 г. в Русе са регистрирани 476 немци.
По нареждане на Хитлер през 1943 г. основната част на немското население в България – около 2150 – е преселено обратно в Германия.

## Съвременно състояние
Малко са останалите немци от посочените селски райони след 1943 г. Това са главно жени и техните деца от смесени бракове с българи.
През 2015 г. група от 20 германски пенсионери се заселва в изоставеното родопско село Одринци.
През 2017 г. германските медии твърдят, че хиляди германски пенсионери са се заселили в България.

## Известни личности
- Йозеф Обербауер (1853 – 1926)
- Густав Хайнзе (1896 – 1974)
- Иван Странски (1897 – 1979)